# ヴィク・チャオ
ヴィクター(ヴィク)・チャオ（Victor Chao）は、アメリカ合衆国の俳優である。

## 出演作品

### テレビ
- 24 -TWENTY FOUR-

### オリジナルビデオ
- メガ・シャークVSジャイアント・オクトパス（セイジ・シマダ）